# Antoine Sautier
Antoine Sautier est un jardinier français décédé en 1801 qui participa à l'expédition vers les Terres australes que commanda Nicolas Baudin au départ du Havre à compter du 19 octobre 1800. Assistant d'Anselme Riedlé, il meurt durant ce voyage d'exploration scientifique, tout comme Riedlé.